# Parafia św. Michała Archanioła w Blankach
Parafia świętego Michała Archanioła w Blankach – parafia rzymskokatolicka znajdująca się w archidiecezji warmińskiej, w dekanacie Lidzbark Warmiński.